# Ліксайни
Ліксайни (пол. Liksajny, нім. Nickleshagen) — село в Польщі, у гміні Міломлин Острудського повіту Вармінсько-Мазурського воєводства.
Населення — 263 особи (2011).
У 1975-1998 роках село належало до Ольштинського воєводства.

## Демографія
Демографічна структура станом на 31 березня 2011 року:
|          | Загалом | Допрацездатний вік | Працездатний вік | Постпрацездатний вік |
| -------- | ------- | ------------------ | ---------------- | -------------------- |
| Чоловіки | 134     | 36                 | 84               | 14                   |
| Жінки    | 129     | 28                 | 71               | 30                   |
| Разом    | 263     | 64                 | 155              | 44                   |